# Алессандра Алорес
Алессандра Алорес (нім. Alessandra Alores; 6 жовтня 1984, Київ, СРСР) — українсько-німецька модель і королева краси.

## Біографія
Олександра Водянікова народилася в Києві в сім'ї українки та італійця. Родина переїхала до Німеччини. Вона виросла в Мюнхені.
18 січня 2003 року мюнхенська студентка акторського факультету була коронована як «Міс Німеччина» як «Міс Баварія» в дискотеці «Nachtarena» в Білефельді. Вона викликала ажіотаж під час інтерв'ю. На запитання, з яким політиком вона хотіла б зустрітися, вона відповіла: «Із Саддамом Хусейном». Наприкінці лютого 2003 року вона разом зі своїм менеджером полетіла до Багдада. Зустрічі з диктатором не було; Натомість вона відвідала соціальні установи та зустрілася з сином Саддама, Удаєм Хусейном.
Того ж року вона змагалася за звання «Міс Всесвіт» у червні та «Міс Інтернешнл» у жовтні, а також вийшла до півфіналу «Міс Європа» у вересні. Вона брала участь у цих змаганнях під своїм справжнім іменем Олександра Водянікова.
Після року на посаді Алорес почала працювати моделлю, зокрема для Wilhelmina та IMG Models, як у Нью-Йорку, так і в Німеччині для Metropolitan.
22 грудня 2007 року вона виграла титул «Топ-модель Німеччини» на Берлінському Stilwerk, а в січні 2008 року виграла конкурс «Топ-модель світу» в Єгипті.
5 вересня 2009 року Алорес була коронована як «Міс Світу Німеччина 2009», але пізніше була дискваліфікована через фотографії, які не були схвалені організатором.